# Sophta fasciola
Sophta fasciola är en fjärilsart som beskrevs av John Henry Leech 1900. Sophta fasciola ingår i släktet Sophta och familjen nattflyn. Inga underarter finns listade i Catalogue of Life.